# Día Mundial del Peatón

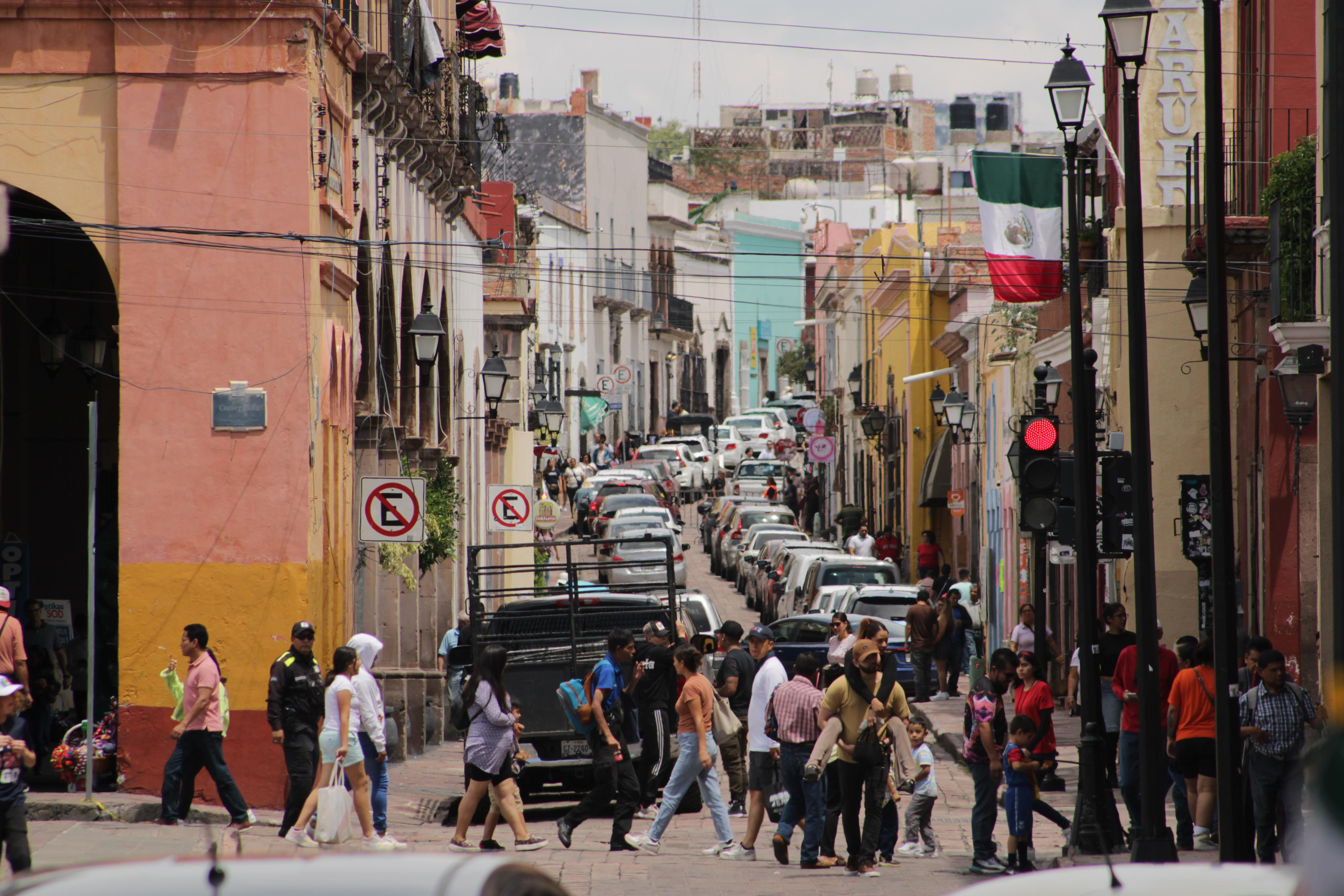
Peatones en Querétaro (México)

El Día Internacional del Peatón se conmemora cada 17 de agosto con el propósito de promover la seguridad vial, los derechos y el bienestar de quienes se desplazan a pie. Esta fecha fue establecida por la Organización Mundial de la Salud (OMS) para recordar el primer siniestro de tráfico mortal registrado, ocurrido en 1897. Desde entonces, se utiliza esta fecha para reflexionar sobre la importancia de crear entornos urbanos más seguros y accesibles para los peatones.

## Origen del Día Internacional de las Personas Peatonas
El Día Internacional del Peatón tiene su origen en un siniestro vial ocurrido en Londres el 17 de agosto de 1897, cuando Bridget Driscoll se convirtió en la primera víctima mortal de un accidente automovilístico. Ante el aumento de siniestros viales en todo el mundo, la OMS decidió instituir esta fecha como un recordatorio de la necesidad urgente de proteger a las personas peatonas.

## La Pirámide de Movilidad
En la Pirámide de Movilidad, las personas peatonas se encuentran en la cúspide junto con las personas ciclistas, ya que son las personas usuarias más vulnerables de las vías públicas. La pirámide busca priorizas de transporte más sostenibles y accesibles, como caminar y el uso de bicicletas, por encima de los vehículos privados y de carga, que se encuentran en la base.
Este enfoque tiene como objetivo la sostenibilidad, reducir el impacto ambiental y fomentar una mayor equidad social, al facilitar el acceso a la movilidad para todas las personas, independientemente de su nivel socioeconómico.

## La seguridad vial
De acuerdo a la OMS, los peatones representan el 26% de las muertes relacionadas con siniestros viales a nivel mundial. Cada año, más de 1.3 millones de personas pierden la vida, y entre 20 y 50 millones resultan con lesiones, muchas de las cuales provocan discapacidades. Las personas jóvenes entre los 5 y 29 años son especialmente propensas, siendo los accidentes viales son una de las principales causas de muerte en este grupo de edad.